# Daniele Marignoni
Daniele Marignoni (Crema, 1º gennaio 1846 – Crema, 28 gennaio 1910) è stato un esperantista italiano, e inoltre un noto stenografo.
Nel marzo 1890 curò la pubblicazione, a Crema, della prima grammatica di esperanto in lingua italiana: è per questo considerato l'iniziatore del Movimento esperantista italiano.
In precedenza era già stato volapükista.
Morì alle ore 17 del 28 gennaio 1910; dopo i funerali, svoltisi nel Duomo di Crema, fu tumulato in data 31 gennaio.
In tempi più recenti, un'anziana nipote di Daniele ha ceduto alla curia vescovile il Palazzo Marignoni di Crema, dove la famiglia aveva iniziato ad abitare a metà Ottocento, e dove Daniele Marignoni morì.

## Biografia

### Ascendenze illustri
Marignoni nacque, stando al libro dei battezzati conservato nella chiesa parrocchiale della Santissima Trinità di Crema, "hora secunda et dim. post merid." (ovvero alle 14.30) del 1º gennaio 1846. Ricevette i nomi di Daniele (dal nonno paterno), Giulio, Paolo e Gaetano.
Suo padre, Luigi Marignoni, nato il 15 gennaio 1807, era un medico; la madre, Ester Carioni, nata il 12 novembre 1815, era una nobildonna della famiglia Carioni. I due avevano contratto matrimonio il 31 marzo 1845, e abitavano in un palazzo all'indirizzo Vicolo Lungo (oggi via Tensini) n. 70, a Crema.
La trisnonna materna di Marignoni era la marchesa Lodovina Zurla; la bisnonna, Maddalena Bondenti in Carioni, era esponente dei Bondenti, un'altra famiglia dell'alta nobiltà cremasca; infine, un prozio di Marignoni aveva sposato una delle contesse Terni.
Anche da parte di padre si intravedono ascendenze non nobiliari, ma non per questo meno prestigiose. Il trisnonno fu Andrea Marignoni, il bisnonno Giuseppe Marignoni (nato nel 1741); fra i fratelli del già citato nonno paterno Daniele Marignoni si citano Luigi (frate, 1774), Gaetano (1778), Paolo (prete canonico, 1780) e Gian Battista (1784). La bisnonna paterna, Teresa Racchetti, era a sua volta esponente di un'illustre famiglia cremasca, cui appartennero numerosi personaggi illustri della vita cittadina.
Daniele Marignoni fu il primo di sette fratelli: gli seguirono Adele, Pier Carlo, Pietro, Gaetano, Laura e Maria. Dopo la morte della madre Ester, il 2 giugno 1855, il padre di Marignoni prese in moglie la milanese Marianna Stoppa Castiglioni (Milano, 3 dicembre 1816 — Crema, 21 luglio 1877). Il padre morì, senza aver avuto figli dal suo secondo matrimonio, il 9 marzo 1886.

### Storia personale
(Daniele Marignoni, questionario inviato il 19 gennaio 1906 al Lingva Komitato)
Daniele Marignoni era laureato in giurisprudenza. Alcune fonti successive gli attribuiscono la qualifica di medico, forse equivocando la qualifica di doktoro ("laureato", mentre "dottore" si traduce come kuracisto) attribuitagli dalla Enciklopedio de Esperanto; l'equivoco è probabilmente stato via via ripreso da altri testi. Ricerche indipendenti condotte da Mario Perolini, storico locale di Crema, confermano che Marignoni svolse attività di notaio.
Marignoni non coltivò solamente l'interesse nei confronti dell'esperanto: fu anche un grande appassionato di stenografia, oltre che di numerose altre lingue naturali e pianificate.

### L'approccio all'esperanto

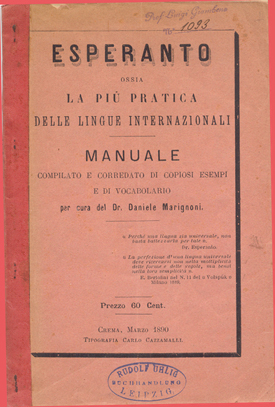
La copertina della prima grammatica di esperanto in lingua italiana, pubblicata da Daniele Marignoni nel marzo 1890.

Per quanto sempre residente a Crema, Marignoni viaggiò molto all'estero. Venne a conoscenza dell'esperanto, pubblicato da Ludwik Lejzer Zamenhof nel 1887, durante un soggiorno a Parigi, e ne rimase subito colpito, condividendo gli ideali del movimento esperantista. Apprese la lingua fra il 1888 ed il 1889, e l'anno successivo pubblicò la sua prima grammatica, dal titolo Esperanto, ossia la più pratica delle lingue internazionali.
Nel 1905, al primo Congresso universale di esperanto tenutosi a Boulogne-sur-Mer (Francia), fu nominato membro del Lingva Komitato, l'organismo (oggi sostituito nelle sue funzioni dalla Akademio de Esperanto) preposto a sovrintendere all'evoluzione della lingua e a difenderne l'ortodossia.
Intrattenne una fitta corrispondenza con numerosi esperantisti, fra cui l'iniziatore dell'esperanto, Ludwik Lejzer Zamenhof. Spesse volte, inoltre, contribuì finanziariamente a sostenere il movimento esperantista italiano.

## Opere
Nel 1902 Daniele Marignoni diede alle stampe un libro di stenografia, in cui riprendeva il metodo di Marco Vegezzi, scomparso nel 1887. In appendice al libro sono citate due altre pubblicazioni precedenti, Della Budgetografia e la già citata grammatica di esperanto.
Alcuni scritti di Marignoni sono custoditi presso il Museo di esperanto di Vienna.

## Onorificenze e intitolazioni
Il 22 dicembre 1956 l'Istituto Professionale per il Commercio di via Melzi d'Eril, a Milano, fu intitolato a Daniele Marignoni. Una lapide in marmo, collocata nell'atrio dell'edificio, lo ricorda con quest'epigrafe: "A Daniele Marignoni, che primo introducendo in Italia lo studio dell'esperanto, lingua universale, offrì agli uomini di buona volontà un efficace mezzo per meglio conoscersi ed affratellarsi, docenti ed alunni dedicano". Alla cerimonia di intitolazione presenziarono autorità scolastiche, militari, ecclesiastiche e delle amministrazioni comunali di Milano e Crema; intervenne inoltre il presidente dell'Associazione universale esperanto, Giorgio Canuto.
Negli anni 1970 il comune di Crema ha inoltre dedicato a Marignoni una via.
Nel 2005 le sue spoglie sono state traslate nel Famedio di Crema, che ospita le salme dei cittadini più illustri; alla cerimonia hanno presenziato il sindaco di Crema, esponenti dell'esperantismo e un familiare.
Nel gennaio 2019 a Cremona, presso la sede dell'Associazione Culturale A.D.A.F.A., nasce il Circolo interlinguistico ‘D. Marignoni’: https://www.adafa.it/circolo-interlinguistico/